# Крешник Бектеши
Крешник Бектеши (на албански: Kreshnik Bekteshi; на македонска литературна норма: Крешник Бектеши) е политик от Северна Македония, министър на икономиката от 1 юни 2017 г.

## Биография
Роден е през 1985 година в Кичево. През 2012 година завършва магистратура по Управление и стратегия – Логистика и управление на веригата за доставки в Университета „Шефилд“ в Солун. Бил е на работа в Агенцията за чуждестранни инвестиции и насърчаване на износа на Република Македония. Между април 2011 и юли 2016 година е икономически промотор в Белгия. От юли 2016 до януари 2017 година работи като икономически промотор в Швейцария.